# Yao-Kwahkerlah
Yao-Kwahkerlah är en klan i Liberia.   Den ligger i regionen Nimba County, i den östra delen av landet, 270 km öster om huvudstaden Monrovia.